# Jan Tryba
Jan Tryba (ur. 27 stycznia 1957 w Węsiorach, zm. 27 stycznia 1992 w Gdańsku) – polski matematyk.

## Życiorys
Maturę zdał w 1975 w liceum ogólnokształcącym w Kartuzach, a studia matematyczne ukończył z wyróżnieniem w 1980 na Uniwersytecie Gdańskim. Studiował w  indywidualnym toku, w 1979 otrzymał nagrodę Polskiej Akademii Nauk.
Podjął następnie pracę w Instytucie Matematyki UG w Zakładzie Teorii Mnogości. Prowadził zajęcia m.in. ze wstępu do matematyki, logiki i teorii mnogości, którą najbardziej się interesował. Rozwiązał pewien problem dotyczący liczb Rowbottoma i rozstrzygnął hipotezę Shelaha. Za oba te dowody otrzymał w 1985 nagrodę Polskiego Towarzystwa Matematycznego dla młodych matematyków. W tym samym roku rozwiązał zagadnienie Kanamoriego i na Uniwersytecie Warszawskim obronił pracę doktorską o problemie Jonssona. Badał szczegółowe zagadnienia teorii modeli i podstaw teorii mnogości.
Był mężem Katarzyny Hall, z którą miał syna. Zmarł w trakcie małżeństwa.
Pochowany został 31 stycznia 1992 w Sulęczynie. Jego imieniem nazwano salę w budynku Wydziału Matematyki i Fizyki Uniwersytetu Gdańskiego i nagrodę dla młodych matematyków.
Od 11 października 2018 patron Szkoły Podstawowej w Węsiorach.